# Hot chicken
Le hot chicken ou Nashville hot chicken, est une spécialité à base de poulet frit originaire de Nashville, aux États-Unis. De nombreux restaurants de la ville servent des variantes du plat ; un festival et un concours lui sont dédiés. La popularité du plat s'est étendue au-delà du Sud des États-Unis en raison de l'influence de l'industrie musicale de Nashville.

## Préparation
Le mets consiste en une portion de poitrine, de cuisse ou d'aile de poulet, marinée dans de la saumure, farinée, frite puis recouverte d'une pâte ou d'une sauce épicée au piment de Cayenne. Ce mode de préparation est originaire du Sud des États-Unis. Un assaisonnement richement pimenté donne au poulet frit sa teinte rougeâtre. Les mélanges d'épices, les préparations et l'intensité de la cuisson varient d'une recette à l'autre ou selon le chef. Il est servi sur des tranches de pain blanc avec des rondelles de cornichon.

## Histoire
Des preuves anecdotiques suggèrent que le poulet frit épicé est servi dans les communautés afro-américaines de Nashville depuis des générations. Le plat a peut-être été introduit dès les années 1930 ; cependant, l'assaisonnement épicé ne remonterait qu'au milieu des années 1970.
Il est généralement admis que le créateur du hot chicken est la famille d'Andre Prince Jeffries, propriétaire du restaurant Prince's Hot Chicken Shack (en). Cette dernière exploite le restaurant depuis 1980 ; avant cette époque, il appartenait à son grand-oncle, Thornton Prince III. Jeffries raconte que le développement du poulet chaud était un accident. Son grand-oncle Thornton était prétendument un coureur de jupons et, après une soirée particulièrement tardive, sa petite amie de l'époque lui aurait préparé un petit déjeuner au poulet frit avec beaucoup de poivre, dans l'idée de se venger. Au lieu de cela, Thornton a tellement aimé le plat qu'au milieu des années 1930, lui et ses frères ont créé leur propre recette et ouvert le café BBQ Chicken Shack,.